# Duunvirato
Un duunvirato es una alianza entre dos fuerzas políticas o líderes militares.
Andorra es técnicamente un duunvirato formado por los copríncipes de Andorra: el presidente de la República Francesa y el obispo de la diócesis de Urgel.